# Eva Joly
Eva Joly, geboren als Gro Eva Farseth (Oslo, 5 december 1943) is een in Noorwegen geboren Franse onderzoeksrechter/rechter-commissaris en politicus van Europe Écologie-Les Verts, de Groenen. Voor die partij was zij presidentskandidaat in 2012 en lid van het Europees Parlement tussen 2009 en 2019.

## Biografie

### Jeugd
Gro Farseth groeide op in een arbeidersgezin in Grünerløkka, een deelgemeente van Oslo. Haar moeder – Elsa Buhre – was kapper en haar vader – Eyvind Farseth – kleermaker in een kledingfabriek voor militaire uniformen. Na de middelbare school – Foss videregående skole – volgde zij eerst een opleiding tot secretaris, aan het handelsgymnasium in Oslo en deed Frans als bijvak aan de Universiteit van Oslo.

### Parijs
Op haar eenentwintigste vertrok Farseth naar Parijs en werkte daar aanvankelijk als au pair bij de familie Joly. Enkele jaren later studeerde Farseth in de avonduren rechten aan de Université Panthéon-Assas, een studie die zij financierde met haar salaris als secretaris bij Disques Barclay en later als couturier. In de zomer van 1967 huwde ze in Oslo Pascal Joly, de zoon uit het gezin waarvoor zij had gewerkt, tot ongenoegen van vader Joly. Pascal studeerde medicijnen. Gro Farseth ging zich Eva Joly noemen.

### Jurist
Nadat Pascal Joly zijn opleiding tot specialist had afgerond, vertrok het echtpaar naar Bouray-sur-Juine. Eva Joly werd namens de afdeling juridische zaken in het psychiatrisch ziekenhuis van Étampes belast met het behartigen van de juridische belangen van de patiënten. Inmiddels had zij zich gespecialiseerd in publiekrecht en was ze gepromoveerd.
In 1981 werd zij openbaar aanklager in Orléans en, omdat deze post haar niet beviel, korte tijd later in Évry. Voor het Franse ministerie van Financiën (Comité interministériel de restructuration industrielle) werkte ze vanaf 1989 als specialist aan de staatssanering van ondernemingen die door insolventie failliet dreigden te gaan.
Toen Joly in 1992 werd aangesteld als hoogste onderzoeksrechter bij het ministerie van Financiën (werkend vanuit het Paleis van Justitie), pakte zij onmiddellijk de zakenman en minister Bernard Tapie en de bank Le Crédit Lyonnais hard aan. Haar meest roemruchte zaak is echter de affaire Elf Aquitaine. Onder doodsbedreigingen ging zij door met de vervolging van deze oliemaatschappij en uiteindelijk zijn dientengevolge tientallen mensen uit de olie-industrie veroordeeld voor fraude. Onder hen waren de toenmalige topmannen Loïk Le Floch-Prigent en Alfred Sirven. Deze affaires belicht Joly uitgebreid in haar autobiografische bestseller ‘Est-ce dans ce monde-là que nous voulons vivre?’.
Nadien vertrok zij naar Noorwegen, mede om niemand de gelegenheid te geven zich op haar te wreken. Bovendien zal ze haar echtscheiding van Pascal Joly en diens suïcide in 2001 hebben willen verwerken. In 2002 ging Eva Joly op verzoek van minister van Justitie Odd Einar Dørum voor het Noors ministerie van Justitie werken. In opdracht onderzocht zij nationale en internationale corruptie en financiële malversaties, onder meer in Frankrijk en de bankencrisis op IJsland. Later werd zij hieromtrent speciaal adviseur van IJsland. Uiteindelijk uitte Joly in die rol kritiek op de EU, het IMF en de Britse en de Nederlandse regering, die zich in haar optiek te rigide hadden opgesteld bij aanvang van de financiële ineenstorting van dat land. Zij gaf deze functie op vanwege haar kandidatuur voor de presidentsverkiezingen van 2012.

### Politicus
Een jaar eerder al was zij toegetreden tot de politieke arena, doordat de hernieuwde aandacht rondom haar persoon de interesse had gewekt bij diverse partijen. Na ampel beraad had ze gekozen voor Europe Écologie-Les Verts. Voor die partij werd Joly in 2009 verkozen tot lid van het Europees Parlement en nam zij in 2012 deel aan de Franse presidentsverkiezingen, waarin ze in de eerste ronde als zesde eindigde en zich achter François Hollande schaarde.
Eva Joly was in de periode 2009-2014 voorzitter van de Commissie voor Ontwikkelingssamenwerking en lid van de delegatie voor de ACP–EU Gezamenlijke Parlementaire Vergadering. Na haar herverkiezing in 2014 werd zij lid van de Commissie burgerlijke vrijheden, justitie en binnenlandse zaken. Als vice-voorzitter van speciale commissies onderzocht zij in 2015 de LuxLeaks en in 2016 de Panama Papers. Bovendien was zij woordvoerder Financiën voor de De Groenen/Vrije Europese Alliantie. Tevens nam zij zitting in commissies ter bevordering van de relatie met Afghanistan en in de Parlementaire Vergadering van de Landen in het Middellandse Zeegebied. Op de verkiezingslijst voor de Europese Parlementsverkiezingen 2019 stond zij op de een na laatste plaats en werd niet herkozen.

## Nevenfuncties
Eva Joly heeft nevenfuncties (gehad) bij:
- Global Financial Integrity, lid van de adviesraad sinds 2006;[1][15]
- Open Society Foundations, bestuurslid 2007-2019;
- Norad-Direktoratet for utviklingssamarbeid (Directoraat voor Ontwikkelingssamenwerking van de Noorse overheid) – adviseur 2005-2009.[16]

## Prijzen
Eva Joly zijn verschillende prijzen toegekend voor haar werk als rechter en als politicus.
- 2001 – Integriteitsprijs van Transparency International;
- 2002 – Peer Gynt-prijs – jaarlijkse prijs van het Noorse commerciële bedrijf Peer Gynt AS;
- 2002 – Europeaan van het jaar – jaarlijks uitgereikt namens de redacteuren van Reader's Digest;[2]
- 2004 – Eredoctoraat van de Universiteit van Bergen;
- 2008 – Årets europeer (Europeaan van het jaar) – prijs van de Europeisk Ungdom (European Youth Norway);
- 2010 – Global Financial Integrity Award voor voorbeeldig leiderschap;[17]
- 2012 – Sophie-prijs – in het leven geroepen door de Noorse auteur Jostein Gaarder en zijn echtgenote, voor een persoon of organisatie die aan een beter milieu of duurzame ontwikkeling werkt.[16][18]

## Wetenswaardigheden
Films
De affaire Elf Aquitaine heeft filmregisseurs geïnspireerd tot artistieke weergaven van dit proces.
- Les Prédateurs van Lucas Belvaux uit 2007; de rol van Eva Joly werd vertolkt door Nicole Garcia. Joly heeft haar waardering uitgesproken voor deze film.
- L'Ivresse du pouvoir van Claude Chabrol uit 2006 kon de goedkeuring van Joly niet wegdragen. Isabelle Huppert was daarin haar alter ego.

Biografieën
Over Eva Joly zijn twee biografieën verschenen.
- Etchegoin, Marie-France, Aron, Matthieu (1 november 2002). Eva ou La justice est un roman. Éditions Robert Laffont, Parijs. ISBN 978222109641X.
- Carteaux, Grégory (2012). Eva Joly et les affaires financières. Analyse du discours télévisuel. Éditions L'Harmattan, Parijs. ISBN 978-2-336-00655-0.

Smaad
Voor haar reactie in een polemiek met essayist en politicus Christian Vanneste, aangaande diens uitlatingen over de deportatie van Franse homoseksuelen ten tijde van de Tweede Wereldoorlog, is Eva Joly veroordeeld wegens smaad.
- Bibsys: 1013973
- Bibliothèque nationale de France: cb135647206 (data)
- Gemeinsame Normdatei: 124374832
- International Standard Name Identifier: 0000 0001 1438 3098
- Library of Congress Control Number: n2001096849
- Nederlandse Thesaurus van Auteursnamen: 343273241
- Réseau des bibliothèques de Suisse occidentale: 02-A006070062
- LIBRIS: 341089
- Système universitaire de documentation: 052568628
- Virtual International Authority File: 14939047
- WorldCat: E39PBJwtq3hjTkq8vT7dmQp3wC